# 楠本章三郎
楠本 章三郎（くすもと しょうざぶろう、1839年（天保10年） - 1906年（明治39年）12月30日）は、日本の剣術家（神道無念流）。楠本正隆実弟。

## 人物
楠本章三郎は大村藩士である父楠本直右衛門と母フジの次男として天保10年（1839年）に生まれ。、実兄の正隆と共に文武の業を修めた。藩命で江戸に遊学。剣術は神道無念流練兵館に14歳で入門する。
練兵館では、若年であった章三郎はたいへん可愛がられた。齋藤篤信齋館長をはじめ、齋藤新太郎、章三郎より6歳年上の齋藤歓之助、そしてすでに塾長であった同郷の荘勇雄から大いに錬られていく。章三郎は、篤信齋館長から稲妻（突技）、軽強の霞返による変化躰数多種を伝授。さらに極意口伝を直接授かり、それを忘れぬようすべて覚書として記した。
また、章三郎は二代目岡田十松から特に目をかけられていて、先輩にあたる仏生寺弥助、撃剣館から移籍した百合元昇蔵とともに他流派との武者修行、さらには諸藩藩邸へ出張指南に出向く日々をおくった。時勢が騒めきだす頃、二代目岡田十松と同じく純粋剣士であった章三郎は、我関せずの風貌で剣術三昧の日々。しかしついに帰藩の命が下る。戊辰戦争勃発。章三郎は大村藩新精隊として出陣。
　維新の大業が成り、大村に戻った章三郎は郷土の童子達に神道無念流を教えた。剣の修行は、虚心坦懐に至ることこそが重要。心胆を錬り真の智を身につけて世の一役を担う気概を持て、と説いた。明治39年(1906年)12月30日没。享年69歳。

## 墓碑
楠本直右衛門ノ二男従二位男爵正隆ノ舎弟ナリ．幼キヨリ剣法ヲ学ビ．神道無念流ノ皆伝免許ナリ．戊辰ノ際王事ニ勤メ戦功アリ．平和后ハ故山ニ際居シ剣道ヲ郷童ニ教ユルヲ以ッテ己ノ任トナス．偶病ヲ得テ明治三十九年十二月三十日卒ス．六十有九才